# EGS-zs8-1
EGS-zs8-1 – jedna z najbardziej odległych galaktyk o potwierdzonej odległości. Galaktyka odległa jest o ponad 13 mld lat świetlnych od Ziemi, jej przesunięcie ku czerwieni wynosi z = 7,7302 ± 0,0006, więc powstała w czasie, kiedy wiek Wszechświata wynosił około 670 mln lat. Obiekt został odkryty przez Kosmiczny Teleskop Hubble’a, natomiast jego dokładna odległość została wyznaczona przede wszystkim dzięki danym z naziemnych Teleskopów Kecka na Hawajach.

## Nazwa
Oznaczenie galaktyki, EGS-zs8-1, składa się z trzech części. „EGS” to akronim obszaru nieba zbadanego przez Kosmiczny Teleskop Hubble’a i znanego jako Extended Groth Strip, „zs8” oznacza, że obiekt był kandydatem z przesunięciem ku czerwieni wynoszącym z ≈ 8, a „1” oznacza jego kolejność w grupie zbadanych obiektów.

## Odkrycie
Galaktyka została początkowo sfotografowana przez Kosmiczny Teleskop Hubble’a w obszarze nieba znanym jako Extended Groth Strip. Dokładne pomiary odległości zostały uzyskane dzięki zastosowaniu nowego spektroskopu MOSFIRE (Multi-Object Spectrometer For Infra-Red Exploration) zainstalowanemu na jednym z Teleskopów Kecka (Keck I).

## Charakterystyka
Masa galaktyki wynosi około 15% masy Drogi Mlecznej, ale jej wiek wynosi mniej niż 670 milionów lat. Galaktyka powstała w bardzo wczesnym etapie ewolucji Wszechświata, znanym jako era rejonizacji. W ówczesnym czasie galaktyki rozwijały się znacznie szybciej niż w późniejszych etapach ewolucji Wszechświata, w tej galaktyce tworzyło się 80 razy więcej gwiazd niż współcześnie w Drodze Mlecznej.